# Кенгуровий щур
Кенгуровий щур (Bettongia) — рід сумчастих ссавців родини Поторові (Potoroidae) ряду Кускусоподібні (Diprotodontia). Кенгурові щури мешкають в Австралії. У наші дні їм загрожує зникнення, оскільки знищуються місця проживання цих тварин. Крім того, на кенгурових щурів полюють лисиці. Кенгурові щури — це невеликі тварини, які харчуються в основному рослинною їжею; вони їдять також і комах.

## Живлення
Кенгурові щури активні в темний час доби. Влітку і восени вони харчуються грибами. У грибах міститься багато протеїну, проте більш важливим і необхідним джерелом енергії цих тварин є коріння, бульби, цибулини та насіння рослин. За допомогою міцних, загнутих кігтів передніх лап кенгуровий щур викопує із землі коренеплоди. Він поїдає також і комах. Взимку щур харчується смолою деяких чагарників. У кенгурових щурів двокамерний шлунок. Спочатку їжа потрапляє в перший відділ шлунку, а потім надходить у другий — тут живуть бактерії, за допомогою яких з їжі засвоюється найбільша кількість поживних речовин.

## Спосіб життя
Кенгурові щури тримаються поодинці. Величина індивідуальної ділянки кожної особини залежить від кількості корму на ній. Чим більше є корму, тим менша ділянка необхідна для тварини.
Вдень кенгурові щури ховаються у своїх гніздах. Ці тварини дуже агресивно захищають свої території від вторгнення харчових конкурентів. Проте кенгурові щури не завжди агресивні, до деяких тварин вони ставляться терпимо і навіть розділяють з ними територію. Вони влаштовують гнізда на землі серед рослин. Кенгурові щури викопують у землі ямку і вистилають її травою, шматочками деревини та хворостом. Необхідний будівельний матеріал кенгурові щури переносять за допомогою хвоста. Вони охоплюють купу хмизу хвостом і тягнуть її за собою по землі. Деякі види переносять його, притримуючи передніми лапками. У пошуках їжі кенгуровий щур повільно перестрибує з місця на місце, при цьому він нагинає голову до землі й принюхується.

## Розмноження
Самиці кенгурового щура стають статевозрілими у віці шести місяців. Кенгурові щури можуть розмножуватися впродовж усього року. Вагітність триває всього три тижні. Самиця щоразу народжує одне дитинча. Бувають випадки народження двійнят, проте завжди виживає тільки один з малюків. Незабаром після його появи на світ самка знову злучається. Новонароджені крихітні за розмірами, але у них уже розвинені передні кінцівки, за допомогою яких вони вповзають у сумку. Тут малюк проводить 4-5 місяців. Щойно він залишає сумку, в неї забирається наступне дитинча. У цей час доросліший малюк супроводжує самку і спить у її гнізді. Він залишає матір тоді, коли з сумки вибирається його молодший братик.

## Класифікація
У складі роду виділяють 5 видів:
- Кенгуру короткомордий (Bettongia gaimardi). Має два підвиди:
  - Bettongia gaimardi gaimardi. Вимерлий підвид. Раніше був широкорозповсюдженний в південно-східній частині австралійського материка аж до південно-східної частини Квінсленду. Вимер приблизно в 1920-х роках.
  - Bettongia gaimardi cuniculus. Широкорозповсюдженний у східній частині  Тасманії на висоті від 1000 м[1].
- Кенгуру китицехвостий (Bettongia lesueur). Вид раніше був розповсюдженний в центральній, південній та південно-західній частинах Австралії. В даний час в природній природі вимер на континентальній частині Австралії, зустрічаючись на прибережних островах (Берніер і Дорр в затоці Шарк-Бей, а також острів  Барроу у  Західної Австралії). Інтродукований на інші острови Західної Австралії, а також у деякі заповідники материкової Австралії[2].
- Щур кенгуровий Bettongia penicillata. Виділяються два підвиди:
  - Bettongia penicillata penicillata. Підвид раніше був поширений в південно-східній частині Австралії; в даний час вважається вимерлим.
  - Bettongia penicillata ogilbyi. Зустрічається в обмеженій кількості в Західній Австралії[3].
- Bettongia tropica. Зустрічається в північно-східній частині штату Квінсленд[4].
- Bettongia pusilla. Вимерлий вид. Відомий за кістковим останкам в Південній і Західній Австралії.

Доісторичний вид Bettongia moyesi описаний з середнього міоцену формації Ріверслайт.